# オスカー・ペティフォード

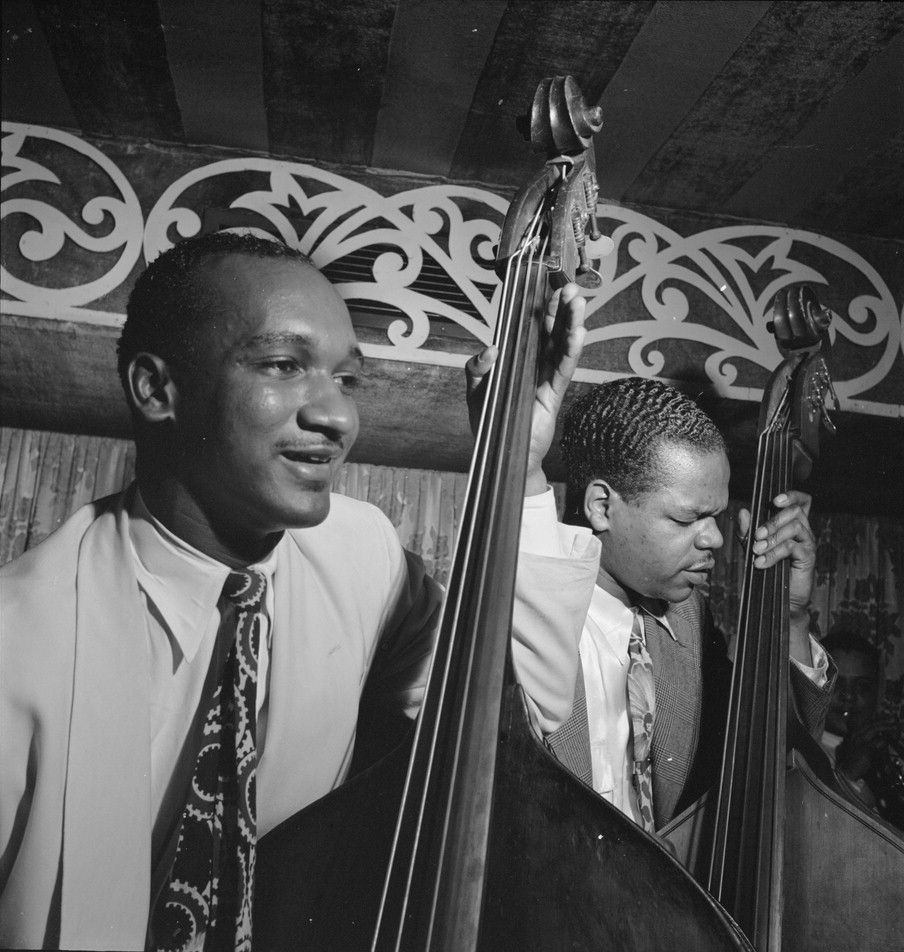
オスカー・ペティフォード。右側はジュニア・ラグリン（1946年）

オスカー・ペティフォード（Oscar Pettiford、1922年9月30日 - 1960年9月8日）は、アメリカ合衆国のジャズ・ダブルベース奏者、チェロ奏者、作曲家。ビバップ奏法での最初期の演奏者の1人。

## 略歴
オクラホマ州オクマルギー出身。母はチョクトー族、父はチェロキー族とアフリカ系アメリカ人の子供として生まれた。 
家族のバンドで歌い踊って育ったが、12歳でピアノ、14歳でダブルベースを始める。他人のベース演奏が気に入らず、独自の奏法を始めた。ミルト・ヒントンなど、まわりからは称賛されたが、1941年、「これじゃ食えない」と思い引退。数か月後、ヒントンに会い音楽に連れ戻された。
1942年、チャーリー・バーネット・バンドに加入、1943年、コールマン・ホーキンスと『The Man I Love』を録音し、一般の耳目を集める。この時期アール・ハインズやベン・ウェブスターとも録音。
1943年にディジー・ガレスピーとバップ・バンドを始める。1945年、ホーキンスとハリウッドに行き、ジャズのサントラで有名なミステリー映画『The Crimson Canary』に出演した。
1945年から1948年にかけてはデューク・エリントン楽団で、1949年にはウディ・ハーマン楽団で演奏。1950年代は自身のバンドで活動。リーダーとしてキャノンボール・アダレイを発掘した。

## 音楽性

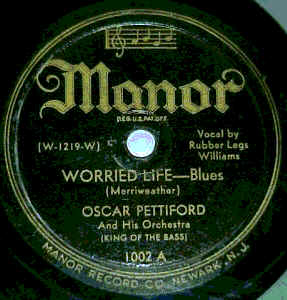
ガレスピーを含むペティフォード楽団のシングル「Worried Life Blues」（1945年）

ジャズにおけるチェロのソロ演奏の創始者とされる。チェロに転向したきっかけは1949年に腕を骨折し、ベースが弾けなかったのでチェロを試したという。翌年、チェロでは初録音を行った。
1950年代にデビュー、Bethlehem、ABCパラマウントなどのレーベルに録音を残している。
1958年にデンマーク・コペンハーゲンに移住してからはヨーロッパでも録音を行った。
チャールズ・ミンガスとともに、ベース奏者のバンド・リーダーとしては最も録音が多い。
1960年にコペンハーゲンでポリオに似た感染症により、38歳の若さで死去。

## ディスコグラフィ

### リーダー・アルバム
- The New Oscar Pettiford Sextet (1953年、Debut)
- 『オスカー・ペティフォード・セクステット』 - Oscar Pettiford Sextet (1954年、Vogue) ※旧邦題『ベースの芸術』
- 『オスカー・ペティフォード・モダン・クインテット』 - Oscar Pettiford (1954年、Bethlehem)
- 『ベイシカリー・デューク』 - Basically Duke (1954年、Bethlehem)
- 『アナザー・ワン』 - Another One (1955年、Bethlehem)
- 『オスカー・ペティフォードの真髄』 - Oscar Pettiford Volume 2 (1956年) ※上記アルバムの再発
- 『オスカー・ペティフォード・イン・ハイファイ』 - The Oscar Pettiford Orchestra in Hi-Fi (1956年、ABC-Paramount)
- 『オスカー・ペティフォード・イン・ハイファイ Vol.2』 - The Oscar Pettiford Orchestra in Hi-Fi Volume Two (1957年、ABC-Paramount)
- Discoveries (1986年、Savoy) ※1952年-1957年録音
- 『ベース・バイ・ペティフォード/バーク』 - Bass By Pettiford/Burke (1957年、Bethlehem) ※ヴィニー・バークとのカップリング
- 『ウィナーズ・サークル』 - Winner's Circle (1957年、Bethlehem) ※with ジョン・コルトレーン
- 『ウインナ・ブルース (ザ・コンプリート・セッション)』 - Vienna Blues – The Complete Session (1959年、Black Lion) ※with ハンス・コーラー、アッティラ・ゾラ―、ジミー・プラット
- The Complete Essen Jazz Festival Concert (1960年、Black Lion) ※with コールマン・ホーキンス、バド・パウエル、ケニー・クラーク
- 『マイ・リトル・セロ』 - My Little Cello (1960年、Debut) ※『Last Recordings of the Late Great Bassist』『Montmartre Blues』としても発売
- 『ブルー・ブラザース』 - Blue Brothers (1973年、Black Lion) ※1959年-1960年録音
- Bass Hits (1998年、Topaz) ※1943年-1946年録音
- First Bass (2000年、IAJRC) ※1953年-1960年録音

### 参加アルバム
デューク・エリントン
- 『グレート・タイムズ!』 - Great Times! (1963年、OJC) ※with ビリー・ストレイホーン、1950年録音
- Carnegie Hall Concert January 1946 (1977年、Prestige)
- Carnegie Hall Concert December 1947 (1977年、Prestige)
- 1947-1948 (2000年、Classics)
- 1949-1950 (2001年、Classics)

その他
- アート・ブレイキー : 『ドラム組曲』 - Drum Suite (1957年、Columbia)
- バードランダーズ : 『バードランダーズVOL.2』 - Vol. 2 (1954年、OJC) ※with カイ・ウィンディング、アル・コーン、タル・ファーロウ、デューク・ジョーダン、マックス・ローチ、デンジル・ベスト
- シドニー・カトレット : Sid Catlett 1944–1946 (1998年、Classics)
- テディ・チャールス : 『スリー・フォー・デューク』 - 3 for Duke (1957年、Jubilee/London)
- クリス・コナー & ジョン・ルイス・カルテット : 『クリス・コナー』 - Chris Connor (1956年、Atlantic)
- マイルス・デイヴィス : 『ザ・ミュージングス・オブ・マイルス』 - The Musings of Miles (1955年、Prestige)
- マイルス・デイヴィス : 『マイルス・デイヴィス・オールスターズ Vol.1』 - Miles Davis Vol.1 (1955年、Blue Note) ※1952年録音
- ケニー・ドーハム : 『ジャズ・コントラスツ』 - Jazz Contrasts (1957年、OJC)
- ケニー・ドーハム : 『アフロ・キューバン』 - Afro-Cuban (1957年、Blue Note)
- タル・ファーロウ : Jazz Masters 41 (1995年、Verve) ※1955年-1958年録音
- タル・ファーロウ : Tal Farlow's Finest Hour (2001年、Verve) ※1955年-1958年録音
- レナード・フェザー : 1937-1945 (1996年、Classics) ※1952年-1956年録音
- ディジー・ガレスピー : 1945 (1996年、Classics)
- アービー・グリーン : 『アービー』 - Urbie (East Coast Jazz/6) (1956年、Bethlehem)
- ジミー・ハミルトン : Jimmy Hamilton & The New York Jazz Quintet (1956年、Fresh Sound Rec.)
- コールマン・ホーキンス : Rainbow Mist (1992年、Delmark) ※1944年録音
- コールマン・ホーキンス : 『ザ・ホーク・フライズ・ハイ』 - The Hawk Flies High (1957年、OJC)
- アーニー・ヘンリー : 『ラスト・コーラス』 - Last Chorus (1957年、OJC)
- ウディ・ハーマン : Keeper Of the Flame (1992年、Capitol) ※1949年録音
- アール・ハインズ : Fats Waller Memorial (1944年、Signature)
- ジョニー・ホッジス : Caravan (1981年、Prestige) ※1947年-1951年録音
- ヘレン・ヒュームズ（英語版） : 1927-1945 (1996年、Classics)
- ミルト・ジャクソン : 『バラッズ&ブルース』 - Ballads & Blues (1956年、Atlantic)
- ミルト・ジャクソン : 『プレンティ・プレンティ・ソウル』 - Plenty, Plenty Soul (1957年、Atlantic)
- ミルト・ジャクソン&レイ・チャールズ : 『ソウル・ブラザーズ』 - Soul Brothers (1958年、Atlantic)
- リー・コニッツ : 『リー・コニッツ・ウィズ・ウォーレン・マーシュ』 - Lee Konitz With Warne Marsh (1955年、Atlantic)
- ハービー・マン : Sultry Serenade (1957年、Riverside)
- ハービー・マン : Salute to the Flute (1957年、Epic)
- ヘレン・メリル : 『ヘレン・メリル・ウィズ・クリフォード・ブラウン』 - Helen Merrill (1954年、Emarcy)
- ヘレン・メリル : 『ドリーム・オブ・ユー』 - Dream of You (1957年、Emarcy)
- セロニアス・モンク : 『セロニアス・モンク・プレイズ・デューク・エリントン』 - Thelonious Monk Plays Duke Ellington (1955年、Riverside/OJC)
- セロニアス・モンク : 『ザ・ユニーク』 - The Unique Thelonious Monk (1956年、Riverside/OJC)
- セロニアス・モンク : 『ブリリアント・コーナーズ』 - Brilliant Corners (1956年、Riverside/OJC)
- フィニアス・ニューボーン : 『ヒア・イズ・フィニアス』 - Here Is Phineas (1956年、Koch)
- レオ・パーカー : Prestige First Sessions: Volume 1 (1950年、Prestige)
- マックス・ローチ : 『ディーズ・ノット・ワーズ』 - Deeds, Not Words (1958年、OJC)
- ジョー・ローランド : 『ジョルティン・ジョー』 - Joltin' Joe Roland (1955年、Savoy)
- ソニー・ロリンズ : 『フリーダム・スイート』 - Freedom Suite (1958年、Riverside)
- チャーリー・ラウズ : 『ル・ジャズ・モード』 - Jazz Modes (1956年、Biograph)
- サヒブ・シハブ : 『ジャズ・サヒブ』 - Jazz Sahib (1957年、Savoy)
- ソニー・スティット : 『ペン・オブ・クインシー』 - Sonny Stitt Plays Arrangements from the Pen of Quincy Jones (1955年、Roost)
- アート・テイタム : The Art Of Tatum (1958年、Decca)
- クラーク・テリー : 『クラーク・テリー』 - Clark Terry (1955年、EmArcy)
- ラッキー・トンプソン : Accent On Tenor Sax (1954年、FSR)
- ラッキー・トンプソン : Tricotism (1975年、Impulse) ※1956年録音
- ジョージ・ウォーリントン : The George Wallington Trios (1968年、OJC) ※1952年-1953年録音
- ジュリアス・ワトキンス : 『ジュリアス・ワトキンス・セクステット』 - Julius Watkins Sextet (1983年、Blue Note) ※1954年-1955年録音